# Dvorac Batthyany u Ludbregu
Dvorac Batthyany (hrvatski: Baćan) je barokni dvorac u Ludbregu, u Varaždinskoj županiji.

## Arhitektura
Na njegovu se mjestu 1320. godine spominje utvrda. U vrijeme turskih ratova, utvrda je bila u vlasništvu obitelji Turoczy, a imala je četverokrilni tlocrt s četiri kružne kule na uglovima. Potkraj 17. stoljeća vlasnikom postaje hrvatski ban Adam Batthyány i njegova žena Eleonora rođ. Strattmann koji su u utvrdi uredili samo nekoliko prostorija za stanovanje.
Veliku obnovu dvorca poduzeo je knez Ludovik Batthyany od 1745. godine, a radovi su trajali nekoliko desetljeća. Vjeruje se da je dvorac građen prema projektu značajnog štajerskog arhitekta Josepha Huebera, koji je staru tvrđavu uklopio u novi barokni dvorac. Novi dvorac također ima četverokutni tlocrt i unutrašnje dvorište, a izvorno je umjesto zadnje etaže imao monumentalan mansardni krov. 
U dvorcu se nalazi kapela Sv. Križa, u kojoj se 1411. godine, prema predaji, dogodilo vjersko čudo pretvorbe vina u krv. Današnja kapela oblikovana je u Batthyányjevo doba oslikavanjem barokim zidnim slikama, koje je 1753. radio slikar Mihael Peck iz Kaniže. 
Uz dvorac se nalaze i dvije gospodarske zgrade, od kojih je značajnija zapadna. Izvorno prizemnica, zgrada je služila kao stan gradskog suca. U njemu je dvorana Sallaterain (ili Sala terrena), u kojoj se također nalaze šarene zidne slike, po prilici nastale u istom razdoblju kao one u kapeli.

## Današnje stanje
Ludbreški dvorac obnovljen je devedesetih godina 20. stoljeća i u njemu je danas smješten Restauratorski odjel Hrvatskog restauratorskog zavoda.